# Obi-Kuskus

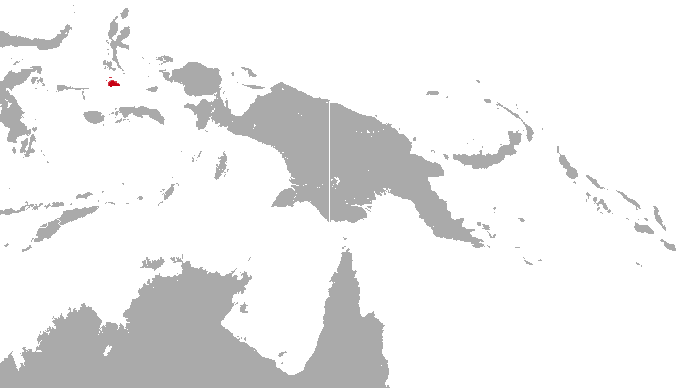
Die Obi-Inseln (rot) sind das Verbreitungsgebiet des Obi-Kuskus.

Der Obi-Kuskus (Phalanger rothschildi) ist ein wenig erforschter Beutelsäuger aus der Familie der Kletterbeutler. Er ist auf den Obi-Inseln in den Nordmolukken endemisch. Das Artepitheton ehrt den britischen Zoologen Walter Rothschild, der Oldfield Thomas die Erlaubnis erteilte, das Typusexemplar aus seiner Privatsammlung zu beschreiben.

## Merkmale
Der Obi-Kuskus erreicht eine Kopf-Rumpf-Länge von 36 bis 39 cm, eine Schwanzlänge von 33 bis 33,5 cm und ein Gewicht von 1,1 bis 1,4 kg. Die Condylobasallänge des Schädels beträgt 65 bis 69 mm. Der Schädel des Obi-Kuskus ähnelt denen des Molukken-Kuskus (Phalanger ornatus) und des Gebe-Kuskus (Phalanger alexandrae). Er besitzt ein ausgeprägtes Diastem zwischen den Schneidezähnen und dem Eckzahn. Er ist kleiner als der Schädel der verwandten Arten und besitzt kleinere Zähne. Es existieren zwei Farbmorphe des Obi-Kuskus, eine mit einem orangebraunen und eine mit einem grauen Rückenfell und dunklem Unterfell. Das Bauchfell ist weißlich bis gelb. Ein dunkler Rückenstreifen verläuft vom Kopf bis zur Rückenmitte oder bis zum Steiß. 

## Verbreitungsgebiet und Lebensraum
Der Obi-Kuskus bewohnt Primärwälder und Neubewuchs auf den Obi-Inseln Obi, Bisa und Obilatu.

## Fortpflanzungsverhalten
Bei Freilandstudien auf Obi und Bisa im Januar 1991 fanden die Zoologen Tim Flannery und Bapak Boeadi vier Weibchen mit je einem Jungen. Die Embryos waren maximal 2 cm lang und hatten ein Gewicht von bis zu 99 g.

## Lebensweise
Über die Lebensweise ist bisher nur wenig bekannt. Der Obi-Kuskus ist nachtaktiv und verbringt den Tag versteckt im Blätterdach. Ähnlich wie bei anderen Kuskus-Arten besteht die Nahrung wahrscheinlich aus Blättern und Früchten. So entdeckte man zerkaute Nussfrüchte unter einem großen, früchtetragenden Baum der Gattung Lithocarpus, der vom Obi-Kuskus als Futterplatz genutzt wurde.

## Status
Der Obi-Kuskus wird von der IUCN als „nicht gefährdet“ (least concern) klassifiziert. Obwohl das Verbreitungsgebiet des Obi-Kuskus mit weniger als 3.000 km2 relativ klein ist, wird die Art als verhältnismäßig unempfindlich gegenüber Lebensraumveränderungen angesehen und ihr Bestand als stabil betrachtet.